# Sestri Ponente
Sestri Ponente (Ligurisch: Sèstri) is een quartiere of wijk in de Italiaanse stad Genua. De wijk ligt zo'n negen kilometer ten westen van het Genovese stadscentrum, aan de kust van de golf van Genua. De wijk had eind 2015 ongeveer 45.000 inwoners op een oppervlakte van 14,98 km². De wijk maakt samen met de wijken Cornigliano, Borzoli Ovest, San Giovanni Battista, Campi en Calcinara het stadsdeel Municipio VI (Medio Ponente) uit.
Voor de industriële revolutie in de regio die plaats vond van het einde van de 19e eeuw tot de Eerste Wereldoorlog was Sestri Ponente een klein agrarisch dorpje, met een vissershaven en enkele bezoekers van de kuststrook. Door de scheepsbouw en staalindustrie veranderde Sestri in een industriestad die opging in Genua. Sestri Ponente was van 1861 tot 1926 een autonome gemeente. In 1926 werd Sestri Ponente samen met achttien andere gemeenten gefuseerd in het nieuwe grotere Genua.
In de wijk zijn de twee grootste werkgevers ook de twee meest in het oog springende zones, enerzijds ligt in de wijk aan de kustlijn en deels op een kunstmatig schiereiland de Aeroporto di Genova Cristoforo Colombo, anderzijds ligt iets meer naar het westen in de wijk een van de grootste scheepswerven van Fincantieri gevestigd. Op de Fincantieri-scheepswerf van Sestri Ponenti worden grote cruiseschepen gemaakt, naast andere zeeschepen en -platformen, evenals luxueuze motorjachten. In Sestri Ponente worden schepen als de Costa Pacifica, de Carnival Splendor of de Costa Magica gebouwd maar ook tankers, en ferryschepen of een halfafzinkbaar platform als de Scarabeo 5. Ook de Costa Concordia werd hier in 2006 te water gelaten en werd acht jaar later in de haven van Genua gesloopt.
Om de kuststrook tegen stormen te beschermen, bevindt zich voor de kustlijn van de luchthaven en de rest van de wijk met uitzondering van de toegang tot de scheepswerf en de petroleumhaven een golfbreker op ongeveer 200 meter van de kust.
Sestri Ponente werd in de laatste decennia tweemaal zwaar getroffen door overstromingen veroorzaakt door water van de rivieren in de wijk: zowel op 7 oktober 1970 als op 4 oktober 2010.